# Мосеєво (Мосеєвське сільське поселення)
Мосе́єво (рос. Мосеево) — присілок у складі Тотемського району Вологодської області, Росія. Адміністративний центр Мосеєвського сільського поселення.

## Населення
Населення — 281 особа (2010; 288 у 2002).
Національний склад (станом на 2002 рік):
- росіяни — 90 %